# Samppa Hirvonen
Samppa Hirvonen este fostul basist al formației finlandeze Nightwish.